# 黄眉姬鹟
，是雀形目鹟科姬鹟属的一种鸟类。该物种的模式产地在日本，
該物種原產於東部古北界，從北部的庫頁島到日本、韓國、中國大陸及台灣。在库页岛及日本繁殖，冬季遷徙至東南亞，包括菲律賓、越南及婆羅洲，迁徙时经过朝鲜半岛、中国的华北、华东及华南等地。
它是高度遷徙性的鳥類，並曾有記錄顯示迷鳥在南至澳大利亞、北至阿拉斯加的範圍內被發現。 （页面存档备份，存于）

## 分类
綠背姬鶲（F. elisae）和琉球姬鶲（F. owstoni）曾被視為黃眉黃鶲的亞種。绿背姬鹟以前被视为黄眉姬鹟的「东陵亚种」（学名：F. n. elisae），绿背姬鹟被拆分后，黄眉姬鹟成为单型物种，没有亚种分化。
該鳥的名稱源自其羽色類似於多種水仙屬花卉的黃色。

## 描述
黄眉姬鹟体重约13.1克，翼长约75.2毫米，嘴峰长约14毫米，喙宽度约4.1毫米，喙厚度约3.5毫米，跗蹠长约16.2毫米，尾长约47.4毫米。
繁殖期的雄性黃眉黃鶲具有非常鮮明的外觀特徵，包括黑色的頭頂和背部、鮮橙色的喉部、較淺的胸腹部、橙黃色的眉紋、黑色的翅膀上有白色斑紋、橙黃色的臀部以及黑色的尾巴。非繁殖期的雄鳥身上則有不同程度的黃色。雌鳥的外觀與雄鳥完全不同，通常呈現棕褐色，翅膀為帶有鐵銹色，並具有兩色的眼圈。
黄眉姬鹟是候鸟，其栖息在半开放的高大树木组成的森林中，黄眉姬鹟是肉食性鸟类，主要以陆生无脊椎动物为食。

## 習性
此物種主要以昆蟲為食，棲息於落葉林中。繁殖期的雄鳥會以悅耳的哨音重複鳴唱。

### 繁殖
每年5月初，黃眉黃鶲遷徙到東南亞開始繁殖行為。雄鳥會比雌鳥提前到達，準備巢穴以吸引配偶並提供庇護。由於對這一繁殖儀式的熟悉，年長的雄鳥通常會比年輕雄鳥更早到達。

## 外部連結
- 黃眉黃鶲 - 台灣大百科全書 （页面存档备份，存于）